# Gregorio Sancianco

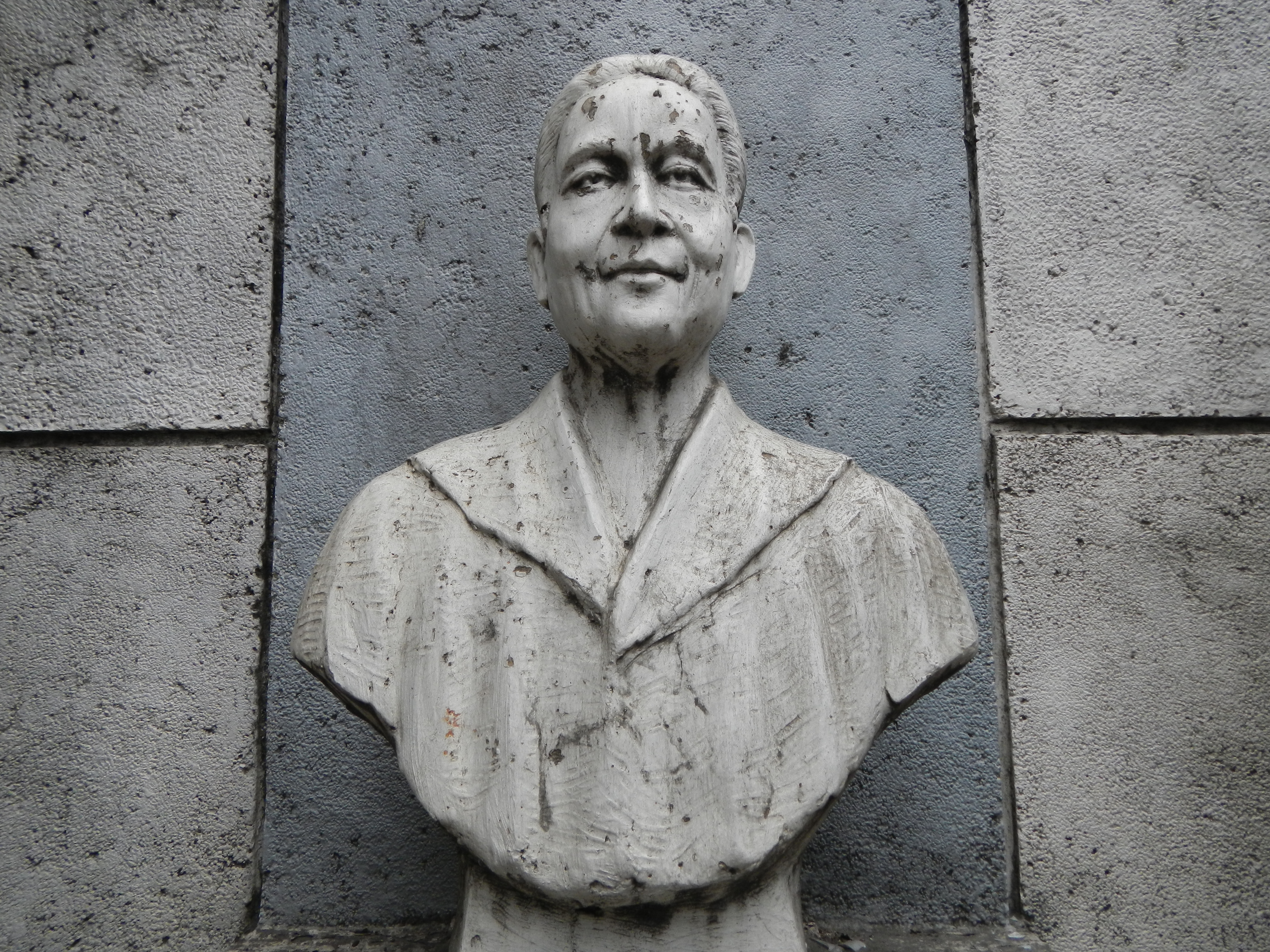
Een buste van Gregorio Sancianco in Malabon

Gregorio Sancianco (Malabon, 7 maart 1852 - Santo Domingo, 27 november 1897) was een Filipijnse illustrado. Hij studeerde als een van de eerste inwoners van de Spaanse kolonie in Europa en wordt door zijn boek El Progreso de Filipinas wel aangeduid als de eerste Filipijnse econoom.

## Biografie
Gregorio Sancianco werd geboren op 7 maart 1852 in Malabon in de Filipijnse Rizal. ZIjn ouders waren Eladio Sancianco en Regina Goson. Hij studeerde rechten aan de University of Santo Tomas. Enige tijd na de Cavite-muiterij vertrok Sancianco naar Spanje waar hij verder studeerde aan de Complutense-universiteit van Madrid. Daar behaalde hij zijn doctoraat in Civiel en Canoniek recht en een Licentiaat Bestuursrecht.
In 1881 bracht Sancianco in Madrid het boek El Progreso de Filipinas uit. Met dit boek dat jaren eerder uitkwam dan de boeken van Jose Rizal, die de inspiratie vormden voor de Filipijnse Revolutie, was hij een pionier en de eerste Filipino die een dergelijk boek over de Filipijnse economie schreef. Hij werd hierdoor wel aangeduid als de eerste Filipijnse econoom. El Progreso de Filipinas was een gedetailleerde analyse van de economie en de wijze waarbij de Spaanse kolonie bestuurd werd. In het boek stelde hij diverse economische maatregelen voor om vooruitgang te bewerkstelligen in de Filipijnen. Later werden diverse van de voorstellen door Filipijnse leiders doorgevoerd.
In 1887 keerde hij terug in de Filipijnen waar hij werd aangesteld als vredesrechter in Nueva Ecija. Na enige tijd kwam hij in conflict met een lokale priester. Hij nam ontslag en werkte daarna voor het advocatenkantoor van Ambrosio Rianzares Bautista. In 1894 werd Sancianco na een lokale opstand in Santa Maria opgepakt, samen met honderden andere vooraanstaande Filipino's en lokale priesters. Wegens gebrek aan bewijs werd hij uiteindelijk vrijgelaten. Het is onbekend of Sancianco ook betrokken was hij de uitbraak van de Filipijnse Revolutie in 1896.
Sancianco overleed in 1897 op 45-jarige leeftijd. Met zijn eerste vrouw kreeg hij een zoon en een dochter. Met zijn tweede vrouw Maria Escolar kreeg hij zeven kinderen.